# 21921 Кемденміллер
21921 Кемденміллер (21921 Camdenmiller) — астероїд головного поясу, відкритий 3 листопада 1999 року.
Тіссеранів параметр щодо Юпітера — 3,573.